# Benediktinerinnenkloster Caen
Das Benediktinerinnenkloster Caen (zuletzt auch: Monastère de Couvrechef) war von 1685 bis 1986 ein Priorat der Benediktinerinnen vom Heiligsten Sakrament in Caen (Bistum Bayeux) in Frankreich. Es ist nicht zu verwechseln mit dem Kloster Abbaye-aux-Dames, das in Caen von der ersten Hälfte des 17. Jahrhunderts bis 1792 ebenfalls benediktinisch lebte.

## Geschichte

### Von Pont-l’Évêque nach Caen
Die Benediktinerinnen-Abtei Montivilliers gründete 1639 in Pont-l’Évêque das Reformkloster Notre-Dame de Bon Secours (Maria-Hilfe), das 1642 nach Caen verlegt wurde (Hôtel de Loraille in der Rue de Geôle). 1675 nahm der Konvent Beziehungen zu Mechtilde de Bar, der Gründerin der Benediktinerinnen vom Heiligsten Sakrament, auf. Diese schickte 1684 zwei ihrer Schwestern (von Paris und Rouen) nach Caen. Der gesamte Konvent von Caen durchlief ein Noviziat und wurde 1685 mit Billigung von Bischof François de Nesmond an die Kongregation vom Heiligsten Sakrament angeschlossen.

### Von Caen nach Vaux-sur-Aure
Nach Schließung des Klosters durch die Französische Revolution und Fortbestehen im Untergrund konnte das Kloster 1804 im ehemaligen Franziskanerkloster in der Rue Élie de Beaumont sein Konventleben wieder aufnehmen. Am 7. Juni 1944 wurde das Kloster durch ein Bombardement der Alliierten zerstört. Die Nonnen wichen nach Vaux-sur-Aure (Château-de-Vaux) bei Bayeux aus.

### Neubau und Ende in Couvrechef
Da ihr Besitz in Caen enteignet wurde, ließen sie sich von 1953 bis 1959 durch den Architekten Jean Zunz 10 km nördlich des Zentrums von Caen am Ort Couvrechef auf damals freiem Feld (im heutigen Viertel La Folie-Couvrechef, Rue de Malon 6) ein modernes Kloster bauen, das für 80 Schwestern ausgelegt war. 1986 zwang der Schwund der Berufungen die Schwestern, das Hauptgebäude aufzugeben (das in ein Seniorenwohnheim umgewandelt wurde) und sich auf das Gästehaus zurückzuziehen, schließlich das Kloster ganz aufzugeben. Die Gebäude stehen unter Denkmalschutz. Der Name der Seniorenwohnungen Les Résidences Saint-Benoît (seit 1990) erinnert an das einstige Kloster.